# Командование Канады
Кома́ндование Кана́ды (англ. Canada Command, CANCOM, фр. Commandement Canada, COMCAN) — одно из семи командований Канадских вооружённых сил. Создано 1 февраля 2006. Отвечало за все внутренние операции и миссии по поддержанию национальной безопасности; являясь оперативным командованием, оно тесно сотрудничало с другими командованиями: Командованием сухопутных войск, Морским командованием, Авиационным командованием, а также с Командованием войск специального назначения Канады, Командованием экспедиционных войск Канады и Командованием оперативной поддержки Канады.
Командование Канады также поддерживало тесные связи со своим американским аналогом Северным командованием Вооружённых сил США (USNORTHCOM) и участвовало в Командовании воздушно-космической обороны Северной Америки наряду с 1-й канадской авиационной дивизией Авиационного командования.
В октябре 2012 года Командование Канады, Командование экспедиционных войск Канады и Командование оперативной поддержки Канады были объединены в Командование совместных операций Канады.

## Личный состав
- Генерал-лейтенант Уолтер Семянов являлся начальником Командования Канады с июля 2010[1].

## Структура
Командование Канады было разделено на шесть Объединённых оперативных групп:
- Объединённая оперативная группа (Север) с штаб-квартирой в Йеллоунайфе, Северо-Западные территории. Включает все канадские территории севернее 60-й параллели: Юкон, Северо-Западные территории, Нунавут.
- Объединённая оперативная группа (Тихий океан) с штаб-квартирой на базе ВМФ «Эскуаймолт», Британская Колумбия, и подчиняющаяся Командующему ВМС в Тихом океане. Включает Британскую Колумбию, её береговую линию и прилегающую часть Тихого океана.
- Объединённая оперативная группа (Запад) с штаб-квартирой на армейской базе «Эдмонтон», Альберта, и подчиняющаяся Командующему Западным округом сухопутных войск. Включает Альберту, Саскачеван и Манитобу.
- Объединённая оперативная группа (Центр) с штаб-квартирой в Торонто, Онтарио, и подчиняющаяся Командующему Центральным округом сухопутных войск. Отвечает за провинцию Онтарио.
- Объединённая оперативная группа (Восток) с штаб-квартирой в Монреале, Квебек, и подчиняющаяся Командующему Квебекским округом сухопутных войск. Отвечает за провинцию Квебек.
- Объединённая оперативная группа (Атлантический океан) с штаб-квартирой на базе ВМФ «Галифакс», Новая Шотландия, и подчиняющаяся Командующему ВМС в Атлантическом океане. Включает Нью-Брансуик, Новую Шотландию, Остров Принца Эдуарда, Ньюфаундленд и Лабрадор и прилегающую часть Атлантического океана.
- Командующий авиацией объединённой группировки войск (CFACC) с штаб-квартирой на авиабазе «Виннипег», Манитоба.

Эти Объединенные оперативные группы с 2012 года являются подразделениями Командования совместных операций Канады.